# قرار مجلس الأمن التابع للأمم المتحدة رقم 1787
قرار مجلس الأمن التابع للأمم المتحدة رقم 1787، المتخذ بالإجماع في 10 ديسمبر 2007.

## القرار
قرر مجلس الأمن تمديد الفترة الأولية للمديرية التنفيذية للجنة مكافحة الإرهاب حتى 31 آذار / مارس 2008.
طلب المجلس من المدير التنفيذي للمديرية التنفيذية لمكافحة الإرهاب أن يوصي، في غضون 60 يوما، بالتغييرات التي يراها مناسبة للخطة التنظيمية وأن يقدمها إلى لجنة مكافحة الإرهاب للنظر فيها وإقرارها قبل 31 مارس 2008.
أُنشئت المديرية التنفيذية لمكافحة الإرهاب بموجب القرار 1535 (2004) كبعثة سياسية خاصة بتوجيه من السياسة العامة للمجلس بكامل هيئته.
قال ممثل قطر إن وفده صوت لصالح القرار، على الرغم من أن بعض ملاحظاته لم تنعكس في النص. وقد كان المجلس يتعامل مع الإرهاب دون تعريف واضح للمصطلح، وقد فشل في معالجة الأسباب الجذرية للظاهرة. وحثت قطر على إيجاد تعريف واضح للظاهرة وأسبابها الجذرية.
وقال إن هناك أيضا نقصا في التنسيق، مشيرا إلى أن حوالي 24 هيئة داخل الأمانة العامة تتعامل مع الإرهاب. وكان هناك افتقار واضح للدقة في تقييم جهود الدول الأعضاء لتنفيذ القرار واختلال في عدد الزيارات إلى دول الجنوب مقارنة ببلدان الشمال. علاوة على ذلك، لم تفعل اللجنة والمديرية ما يكفي لتنفيذ القرار 1624 (2005) الذي ركز على التحريض على الإرهاب وأهمية عدم تشويه الرموز الدينية أو الثقافية.
قال ممثل بنما إن القرار المتخذ اليوم له ما يبرره بسبب تعيين مايك سميث، المدير الجديد.

## روابط خارجية
- نص القرار في undocs.org